# Котвіцький Ігор Олександрович
Ігор Олександрович Котвіцький (нар. 24 січня 1970, Харків) — український бізнесмен і політик. Народний депутат України VIII скликання (фракція «Народний Фронт»). Член Комітету Верховної Ради України з питань законодавчого забезпечення правоохоронної діяльності.
Раніше — депутат Харківської обласної ради (2006-2014).

## Освіта
Після закінчення загальноосвітньої школи № 88 м. Харкова з 1988 р. по 1990 р. — служив у лавах Радянської армії.
Має чотири вищі освіти:
У 1999 році — Українська фармацевтична академія, спеціальність — провізор.
У 2003 році — Харківський інститут бізнесу та менеджменту, спеціальність — спеціаліст з економіки
У 2003 році — Інститут фінансів Українського державного університету фінансів та міжнародної торгівлі, факультет фінансів.
У 2014 році — Університет ім. В.Н. Каразіна, факультет правознавства.
Також у 2014 році здобув ступінь кандидата юридичних наук в Східноукраїнському національному університеті ім. В.Даля[джерело?].

## Трудова діяльність
Жовтень — грудень 1992 — монтажник вентсистем та кондиціонування повітря Харківського спеціалізованого монтажного управління № 1, м. Харків.
Грудень 1992 — серпень 1993 — заступник генерального директора з технічних питань українсько-угорського ТОВ «Хунгарекс».
З серпня 1993 — помічник президента, заступник голови правління з загальних питань, член наглядової ради — віце-президент АТ «Інвестор», м. Харків.

## Громадська діяльність
З 2004 року займається громадською діяльністю. З березня 2004 року входив до Харківської ради всеукраїнського об'єднання «За Україну! За Ющенка!». У жовтні 2004 року (під час громадянської акції «Харківський Майдан — 2004») став заступником голови Комітету Національного порятунку та членом президії харківської регіональної ради Народний союз «Наша Україна».
Депутат Харківської обласної ради V скликання.
31 жовтня 2010 р. обраний депутатом Харківської обласної ради VI скликання від ВО «Батьківщина».
В результаті дострокових виборів до Верховної Ради України у 2014 році обирається народним депутатом України від політичної партії «Народний фронт» (№ 48 у виборчому списку).

## Нагороди
- Орден «За заслуги» III ступеня[2],
- медаль «За працю і звитягу»[3],
- «50 років перемоги у великій вітчизняній війні»,
- Орден Святителя Миколая Чудотворця РПЦвУ,
- Орден святого рівноапостольного князя Володимира ІІ ступеня РПЦвУ

## Цікаве
- У вересні 2015 року рядом ЗМІ був названий найбагатшим депутатом ВРУ, після того, як стало відомо, що він у декларації на сайті ВРУ вказав суму на рахунках в 970 млн гривень[4];
- Дмитро Гнап 6 жовтня 2015 повідомив, що помічником депутата є відомий кримінальний авторитет Олександр Павлюченко, якого знають на Полтавщині, як кримінального авторитета з прізвиськом Саша «Браслєт»[5].
- У березні 2022 року дружина Котвіцького вивезла з України $28 млн та 1,3 млн євро, не були виявлених українськими,, але знайдених угорськими прикордонниками[6].
- 10 лютого 2022 року ДБР і СБУ провели обшуки у Котвіцького [7]